# PCC-761 김천
PCC-761 김천은 경상북도 김천시의 이름을 딴 대한민국 해군의 포항급 초계함이다.